# Базовая инфляция
Базовая инфляция представляет собой долгосрочную тенденцию изменения уровня цен. При измерении долгосрочной инфляции из расчёта исключают сезонные и иные временные колебания цен. Один из способов добиться этого — исключить товары, цены на которые подвержены сезонным и иным колебаниям, например продукты питания и энергоносители.

## История
Концепция базовой инфляции как совокупного роста цен без учёта продуктов питания и энергоносителей была введена в 1975 году Робертом Дж. Гордоном. Это определение «базовой инфляции» чаще всего используется в политических целях. Модель базовой инфляции была впоследствии развита Отто Экштайном в статье, опубликованной в 1981 г. По словам историка экономической теории Марка А. Винна, «Экштейн был первым, кто предложил формальное определение базовой инфляции, как долгосрочной нормы роста цен совокупного предложения».

## Применение
Центральный банк России определяет базовую инфляцию как «индикатор инфляции, характеризующий наиболее устойчивую её часть» и использует показатель базовой инфляции при мониторинге за динамикой потребительских цен.
Европейский центральный банк прогнозирует базовую инфляцию, исключая из расчета цены на продовольствие, энергоносители, алкоголь и табак.
Федеральная резервная система США применяет показатель базовой инфляции в форме индекса-дефлятора конечных расходов домохозяйств (personal consumption expenditures price index, PCE). Этот индекс основан на динамической потребительской корзине. Экономические показатели, скорректированные с помощью этого дефлятора цен, выражаются в реальных долларах, а не в постоянных долларах, основанных на фиксированной корзине потребительских товаров.
С февраля 2000 г. в полугодовых отчетах Совета директоров Федеральной резервной системы по денежно-кредитной политике Конгрессу излагается прогноз Совета по инфляции с точки зрения PCE. До этого прогноз инфляции был представлен с точки зрения ИПЦ. Объясняя свое предпочтение PCE, Правление заявило:

 Ценовой индекс PCE цепного типа в значительной степени основан на данных индекса потребительских цен, но, хотя и не полностью лишен проблем измерения, имеет несколько преимуществ по сравнению с ИПЦ. Индекс цепного типа PCE строится по формуле, которая отражает изменяющуюся структуру расходов и, таким образом, позволяет избежать некоторого смещения в сторону повышения, связанного с характером фиксированного веса ИПЦ. Кроме того, веса основаны на более полной оценке расходов. Наконец, исторические данные, используемые в индексе цен PCE, могут быть пересмотрены для учета новой доступной информации и улучшений в методах измерения, в том числе тех, которые влияют на исходные данные из ИПЦ; результат - более последовательный ряд во времени.

 —Отчет о денежно-кредитной политике Конгрессу, Совет управляющих Федеральной резервной системы, 17 февраля 2000 г.
Ранее Федеральная резервная система использовала индекс потребительских цен США в качестве предпочтительного показателя инфляции. ИПЦ по-прежнему используется для многих целей, например, для индексации социального обеспечения. Эквивалент ИПЦ также обычно используется центральными банками других стран при измерении инфляции. ИПЦ ежемесячно публикуется в США Бюро статистики труда. Этот индекс имеет тенденцию меняться от месяца к месяцу больше, чем «базовая инфляция». Это связано с тем, что базовая инфляция исключает товары, цены на которые могут кратковременно сильно колебаться (например, энергоносители, продукты питания). Таким образом, базовая инфляция призвана служить индикатором и предиктором долгосрочной инфляции.

## Альтернативные модели инфляции
Есть и другие способы измерения уровня долгосрочной инфляции.

### Усечение
Индекс усечённых средних цен PCE, который разделяет «шум» и «сигнал», означает, что самые высокие подъёмы и падения цен сокращаются на определённый процент, что позволяет более точно измерять базовую инфляцию. В Соединенных Штатах Федеральная резервная система Далласа рассчитывает усеченный индекс на уровне 19,4 % в нижней части и 25,4 % в верхней части.

### Скользящее среднее
В 2006 году анализ, проведенный Федеральным резервным банком Нью-Йорка, показал, что базовая инфляция в качестве показателя была не лучше скользящей средней индекса потребительских цен или ИПЦ в качестве предиктора инфляции.

### Медианный ИПЦ и медианный PCE
Медианный ИПЦ обычно выше усечённых значений как для индекса-дефлятора конечных расходов домохозяйств (PCE), так и для ИПЦ. Федеральная резервная система Кливленда рассчитывает средний ИПЦ и усеченный на 16 % средний ИПЦ. Также существует медианное значение PCE, но оно не используется широко в качестве предиктора инфляции.